# Amphinema tsingtauensis
Amphinema tsingtauensis is een hydroïdpoliep uit de familie Pandeidae. De poliep komt uit het geslacht Amphinema. Amphinema tsingtauensis werd in 1958 voor het eerst wetenschappelijk beschreven door Kao, Li, Chang & Li. 